# A889 road
Die A889 road ist eine als Primary route eingeordnete A-Straße in Schottland. Sie verläuft in der Council Area Highland und stellt eine Querverbindung zwischen der A9, der wichtigsten Nord-Süd-Verbindung in den Highlands und der in Ost-West-Richtung von Kingussie nach Spean Bridge führenden A86 her, die vor allem dem Verkehr zwischen dem nördlichen Perthshire und der Westküste dient.

## Verlauf
An ihrem südlichen Endpunkt bei Dalwhinnie beginnt die A828 mit einem Abzweig von der A9, die hier auf einer neutrassierten Route östlich an der Ortschaft vorbeiführt. Durch Dalwhinnie verläuft die A889 auf der alten Strecke der A9. Am nördlichen Ortsende zweigt die alte A9 ab und führt durch das Glen Truim zurück zur A9 südwestlich von Newtonmore. Die A889 verläuft ab hier durch das weitgehend unbewohnte Wald-, Moor- und Heideland von Badenoch in Richtung Norden. Bei der kleinen Ortschaft Catlodge wendet sich die Straße nach Westen und mündet südlich von Laggan in die A86.

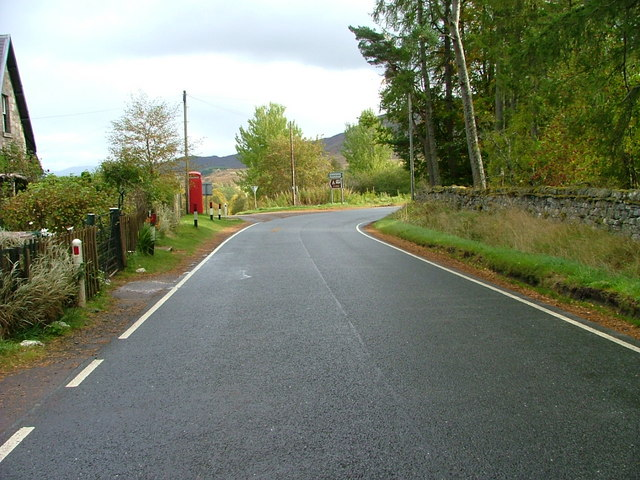
Die Ortsdurchfahrt der A889 in Catlodge

Insgesamt ist die A889 knapp 14 Kilometer lang, etwas weniger als neun Meilen. Die A889 ist zwar zweispurig ausgebaut, jedoch in weiten Abschnitten mit relativ geringer Fahrbahnbreite und ohne Mittelstreifen. Im Winter muss die Straße häufig wegen Schneeverwehungen gesperrt werden, hierfür sind bei Catlodge und Dalwhinnie bei Bedarf ausklappbare Absperrungen vorhanden.

## Geschichte
Die A889 folgt weitgehend unverändert einer unter General Wade nach dem Aufstand der Jakobiten 1715 angelegten Militärstraße. Diese führte ursprünglich von der heutigen A9 bei Dalwhinnie abzweigend über Laggan und den heute nur noch von Wanderern und Radfahrern benutzbaren Corrieyairack Pass nach Fort Augustus im Great Glen. Anfang des 19. Jahrhunderts wurde die heutige A86 zwischen Laggan und Spean Bridge ergänzt und ersetzte die Führung über den Corrieyairack Pass. Die Militärstraße wurde Ende der 1920er Jahre bis Laggan als A road ausgewiesen. Bis zur Verlegung der A9 auf ihre heutige Trasse begann die A889 erst am nördlichen Ortsrand von Dalwhinnie.
Die Trassierung entspricht weitgehend der Militärstraße von General Wade und wurde nur partiell angepasst. Daher weist die A889 einen für zweispurigen Begegnungsverkehr nur eingeschränkt geeigneten  Straßenquerschnitt auf und ist von teils scharfen Kurven geprägt, die nicht heutigen fahrdynamischen Anforderungen entsprechen. Trotz einer relativ schwachen Nutzung mit 310 Fahrten pro Tag war die A889 ein Unfallschwerpunkt mit vier Unfällen mit Toten oder Verletzten in den Jahren 1997 bis 1999. Bei einer Untersuchung der britischen Automobile Association (AA) im Rahmen des von der EU geförderten European Road Assessment Program (EuroRAP), die die Zahl der Unfälle mit den jeweils gezählten Fahrzeugkilometern ins Verhältnis setzte, kam die A889 im Jahr 2002 auf Platz 1 und wurde in den britischen Medien als „gefährlichste Straße Großbritanniens“ bezeichnet. Die Unfallquote der A889 lag fast doppelt so hoch wie bei der nächstplatzierten A537 südlich von Manchester, ein Teil der sogenannten Cat and Fiddle Road. Nach Einschätzung des AA tragen sowohl die schwierige Trassierung als auch die für manche Fahrer gewöhnungsbedürftige Umstellung von der für hohe Geschwindigkeiten ausgebauten A9 auf die kurvige und schmale A889 zur hohen Unfallquote bei. In der Folgezeit wurde die Beschilderung der Straße angepasst. 2017 lag die A889 unter den sichersten Straßen, in diesem Jahr gab es keinen einzigen Unfall mit Verletzten oder Toten.